# Bing (tige céleste)
Pour les articles homonymes, voir Bing.
Bing ou ping (丙, bǐng) est la troisième tige céleste du cycle sexagésimal chinois.
Elle correspond dans la théorie du yin et yang au Yáng et dans la théorie des cinq éléments à l’élément feu. Elle est également associée au point cardinal sud. En raison de la présence de deux « pattes » dans le caractère, dans la théorie du cycle sexagésimal représentant la croissance des plantes, le bing représente les feuilles qui germent.
En chinois et dans une moindre mesure en japonais, bing réfère souvent au troisième élément d'une série : la lettre C, la note « assez-bien », l'idée de 3e catégorie... En chimie organique, il représente le groupe propyle : propane (丙烷 bǐngwán), acide propanoïque (丙酸 bǐngsuān), propanol (丙醇 bǐngchún), etc.
Les années en bing sont celles du calendrier grégorien finissant par 6 : 1986, 1996, 2006, 2016, etc.
Dans le cycle sexagésimal chinois, la tige céleste bing peut s'associer avec les branches terrestres yin, zi, xu, shen, wu et chen pour former les combinaisons :
- Bingyin (丙寅) = 3
- Bingzi (丙子) = 13
- Bingxu (丙戌) = 23
- Bingshen (丙申) = 33
- Bingwu (丙午) = 43
- Bingchen (丙辰) = 53